# Кони Полгрејв
Кони Полгрејв (рус. Конни Полгрейв, 1999 — 2014) или Лабрадор Кони, је била кућни љубимац председника Русије Владимира Путина, расе лабрадор.
Путину га је поклонио министар ванредних ситуација Сергеј Кожугетович Шојгу 2000. године, када је Кони била штене.
Кони је имала нараштај: децу и унуке. Олга и Орхидеја су биле поклоњене Марго Клестил-Лефлери, супрузи бившег аустријског председника Томаса Клестила. Госпођа Марго каже да су јој штенад помогла да преболи смрт свог супруга.
Кони је присуствовала Путиновом сусрету са Ангелом Меркел 2007. године. Када је Меркелова питала Путина о узрасту пса, Путин јој је рекао да има 8 година. Меркелова је одговорила да није мислила да је пас толико стар.

## Споменик
Становништво Приморског рејона Санкт Петербурга је октобра 2007. године наручило споменик лабрадору Кони с натписом »« (Најбољем пријатељу Председника — псу Конију) као дар за Путинов рођендан.